# کلی رادرفورد
 کلی رادرفورد (انگلیسی: Kelly Rutherford؛ ۶ نوامبر ۱۹۶۸) هنرپیشه و مانکن اهل ایالات متحده آمریکا است. وی از سال ۱۹۸۷ میلادی تاکنون مشغول فعالیت بوده‌است.
از فیلم‌هایی که وی در آن نقش داشته است، می‌توان به دختر سخن‌چین، جیغ ۳، من عاشق دردسرم و کوانتیکو اشاره کرد.